# Doryidomorpha
Doryidomorpha là một chi bọ cánh cứng trong họ Chrysomelidae.
Chi này được miêu tả khoa học năm 1931 bởi Laboissiere.

## Các loài
Các loài trong chi này gồm:
- Doryidomorpha frontalis Laboissiere, 1931
- Doryidomorpha fulva (Laboissiere, 1931)
- Doryidomorpha nigripennis (Laboissiere, 1931)
- Doryidomorpha pilifrons Laboissiere, 1931
- Doryidomorpha souyrisi (Laboissiere, 1931)
- Doryidomorpha variabilis (Laboissiere, 1931)